# Gustav Joachim von Lamberg
Gustav Joachim Emanuel Carl Friedrich Joseph Johann Nepomuk Vincenz Fererius Ernest, Reichsfürst von Lamberg-Kunstadt, Freiherr von Ortenegg und Stockern auf Ottenstein und Amerang (* 21. Dezember 1812 in Salzburg; † 3. Februar 1862 in München) war ein österreichischer Adliger und ab 1834 der sechste und letzte Reichsfürst von Lamberg. Er war erbliches Mitglied des Herrenhauses, oberster Erblandkämmerer und oberster Erblandjäger in  Steyr an der Enns, oberster Erblandpfleger der Krain und Windischen Mark, Ehrenritter des Johanniterordens sowie Besitzer der Familienfideikommissherrschaften Steyr und Schichowitz sowie weiterer Güter, wie etwa die Herrschaft Allhartsberg. 

## Leben
Gustav Joachim von Lamberg gehörte der aus Kärnten und Krain stammenden Adelsfamilie von Lamberg an, die in Oberösterreich und Böhmen begütert war. Er war der älteste Sohn des Reichsfürsten Carl Eugen von Lamberg (1764–1831) und dessen Frau Friderica, geborene zu Oettingen-Oettingen und Oettingen-Wallerstein (1776–1831).
1834 trat er das Erbe seines Vaters als Fürst von Lamberg, Freiherr von Ortenegg und Stockern auf Ottenstein und Amerang etc. an. Am 27. Mai 1847 forderte Gustav Joachim von Lamberg in einer langen Rede vor der böhmischen Ständeversammlung eine Reduzierung der Bürokratie in Böhmen.
Auf einem Erntefest in der Herrschaft Schichowitz lernte Gustav Joachim von Lamberg 1840 die zwölf Jahre jüngere Tochter des Schaffers von Čejkovy, Václav Hrádek und seiner Frau Zuzana, geborene Kastnerová, Kateřina Hrádková kennen und verliebte sich in sie. Nach seiner Amnestierung durch Franz Joseph I. im Jahre 1854 heiratete Gustav Joachim von Lamberg am 6. Jänner 1855 in Strašín die Mutter seiner acht Kinder, der er zuvor schon ohne Wissen der Familie sein österreichisches Gut Lechnerdorf überschrieben hatte.
Wegen der unstandesgemäßen Heirat machte ihm die Verwandtschaft den Fürstentitel und den damit verbundenen Besitz streitig. Die von Johann Philipp von Lamberg errichteten Familienfideikommisse Steyer und Schichowitz regelten die ausschließliche Weitergabe an den ältesten Sohn aus standesgemäßer Ehe und schlossen uneheliche Kinder als Erben aus. Seine letzte Ruhestätte fand Gustav Joachim von Lamberg im Familienpantheon St. Erasmus der Fürsten Lamberg bei Nezamyslice, wo auch seine Witwe Katharina von Lamberg und die meisten seiner Kinder beigesetzt wurden.
Nachdem sein einziger ehelicher Sohn Joseph Friedrich Emil von Lamberg 1878 als Erbe ausgeschlossen worden war, wurde das Erbe schließlich Rudolf Graf Lamberg aus dem ungarischen Familienzweig der Lamberg zugesprochen. Katharina von Lamberg zog mit ihren Kindern auf das Schloss Lebenberg bei Kitzbühel. Am 4. Februar 1887 wurde Karl Wenzel Emil von Lamberg der Titel Fürst zu Lamberg entzogen.

## Familie
Gustav Joachim von Lamberg heiratete am 6. Jänner 1855 Kateřina Hrádková (* 8. Dezember 1824 † 10. Dezember 1889 in Kitzbühel). Sie hatten folgende Kinder:
- Gustav Wilhelm Ernst (* 1841; † 1886)
- Friedrich Karl Emil (* 1843; † 1883)
- Karl Wenzel Emil (* 1845; † 1906), der Titel Fürst zu Lamberg wurde ihm 1887 entzogen
- Emilia Franziska Friederike (* 1846; † 1862)
- Hubert Anton Emil (* 1848; † nach 1886)
- Maria Friederike Emilia (* 1849; † 1849)
- Eduard Gustav Emil (* 1850; † 1899) ⚭ 20. September 1883 Maria Anna Eleonore von Tolnau (* 1855; † 1914)
- Hugo Anton Emil (* 1853; † 1913) ⚭ 30. Oktober 1883 Giuletta Brunetti (* 1857; † 1941), er war der Vater von Paula von Lamberg
- Robert Gustav (* 1854; † 1855)
- Joseph Friedrich Emil (* 1856; † 1904) ⚭ 12. Juli 1880 Anna von Werndl (* 1861; † 1943), einziger ehelicher Sohn